# 질중생
질중 생(窒中生, ? ~ ?)은 전한 중기의 제후로, 개국공신 질중동의 후손이다.

## 생애
원정 3년(기원전 114년), 아버지 질중고의 뒤를 이어 청후(淸侯)에 봉해졌다.
원정 5년(기원전 112년), 주금을 법도에 맞지 않게 한 죄로 작위가 박탈되었다. 이후 선제 치세인 원강 4년(기원전 62년), 질중동의 후손인 고원잠요(高宛簪裊) 질중무(窒中武)가 조서를 받아 가문을 일으켰다.

## 출전
- 사마천, 《사기》 권18 고조공신후자연표
- 반고, 《한서》 권16 고혜고후문공신표

| 전임 청공후 질중고 | 전한의 청후 기원전 113년 ~ 기원전 112년 | 후임 (봉국 폐지) |